# Колодец Иакова (Техас)
Колодец Иакова (англ. Jacob's Well) — карстовый источник, расположенный к северу от Уимберли, штат Техас, США. В колодец также впадает ручей Сайпресс-Крик. Диаметр колодца составляет 3,7 метра. Колодец спускается вертикально вниз на глубину 9,1 метра, после чего продолжается под углом, через ряд заиленных камер, разделённых тонкими перегородками, до глубины около 41 метра.